# 張敏 (宣德進士)
張敏（1403年—1458年），字時勉，順天府永清縣人，軍籍。明朝政治人物。同進士出身。

## 生平
順天府鄉試第三十四名舉人。宣德八年（1433年）癸丑科會試第五十四名，三甲四十八名進士。正統二年二月擢授行在户科給事中，丁憂服闋，十二年四月復除工科給事中，在任以勤慎著稱。正統十四年九月陞工部右侍郎，時英宗被俘，京師戒嚴，奉命分守九門。景泰元年二月奉命往山西招募民壯，後督理柴炭，四年九月理工部事。英宗復位後被劾致仕，天順二年五月卒。

## 家族
曾祖張允中。祖父張原善。父張亨，曾任河南衛經歷。母吳氏。慈侍下。娶路氏。